# Llista de topònims de Sant Joan les Fonts
Llista de topònims (noms propis de lloc) del municipi de Sant Joan les Fonts, a la Garrotxa
Informació actualitzada per un bot. Els canvis manuals es perdran quan s'actualitzi!

## casa
| imatge | Nom                            | Ubicat a            | instància de | Detalls                                  | coordenades                                                                                | Protecció                                  | Commons (més fotos)                                  | Dades a WD                    |
| ------ | ------------------------------ | ------------------- | ------------ | ---------------------------------------- | ------------------------------------------------------------------------------------------ | ------------------------------------------ | ---------------------------------------------------- | ----------------------------- |
|        | Can Violella                   | Sant Joan les Fonts | casa         | Estil: arquitectura popular              | 42° 12′ 59″ N, 2° 31′ 56″ E / 42.21629°N,2.532113°E                                        | bé integrant del patrimoni cultural català |                                                      | Modifica les dades a Wikidata |
|        | Casa Blava                     | Sant Joan les Fonts | casa         | Estil: arquitectura eclèctica            | 42° 12′ 36″ N, 2° 30′ 28″ E / 42.209869444444°N,2.5077444444444°E 336 msnm                 | bé integrant del patrimoni cultural català | Casa Blava (Sant Joan les Fonts)                     | Modifica les dades a Wikidata |
|        | Casa Colom                     | Sant Joan les Fonts | casa masia   | Estil: arquitectura popular              | 42° 13′ 01″ N, 2° 30′ 20″ E / 42.21685°N,2.50552°E                                         | bé integrant del patrimoni cultural català |                                                      | Modifica les dades a Wikidata |
|        | Casa del Moliner               | Sant Joan les Fonts | casa         | Estil: arquitectura popular              | 42° 12′ 44″ N, 2° 30′ 29″ E / 42.212285°N,2.508069°E                                       | bé integrant del patrimoni cultural català |                                                      | Modifica les dades a Wikidata |
|        | Torre Blanca                   | Sant Joan les Fonts | casa         | Estil: arquitectura popular              | 42° 12′ 51″ N, 2° 30′ 38″ E / 42.214052777778°N,2.5105388888889°E 325 msnm                 | bé integrant del patrimoni cultural català | Torre Blanca (Sant Joan les Fonts)                   | Modifica les dades a Wikidata |
|        | casa a la carretera d'Olot, 10 | Sant Joan les Fonts | casa         | Estil: arquitectura popular 20th century | 42° 12′ 23″ N, 2° 29′ 51″ E / 42.206354°N,2.497425°E ca:Ctra. d'Olot, 10 375 msnm          | bé integrant del patrimoni cultural català | Casa a la carretera d'Olot, 10 (Sant Joan les Fonts) | Modifica les dades a Wikidata |
|        | casa a la carretera d'Olot, 14 | Sant Joan les Fonts | casa         | Estil: arquitectura popular 20th century | 42° 12′ 22″ N, 2° 29′ 51″ E / 42.206187°N,2.49742°E ca:Ctra. d'Olot, 14, la Canya 375 msnm | bé integrant del patrimoni cultural català | Casa a la carretera d'Olot, 14 (Sant Joan les Fonts) | Modifica les dades a Wikidata |
|        | la Fonda                       | Sant Joan les Fonts | casa         | Estil: arquitectura popular              | 42° 12′ 45″ N, 2° 30′ 45″ E / 42.212509°N,2.512538°E                                       | bé integrant del patrimoni cultural català |                                                      | Modifica les dades a Wikidata |

## curs d'aigua
| imatge | Nom               | Ubicat a                                                    | instància de | Detalls                                                 | coordenades | Protecció | Commons (més fotos) | Dades a WD                    |
| ------ | ----------------- | ----------------------------------------------------------- | ------------ | ------------------------------------------------------- | --- | --------- | ------------------- | ----------------------------- |
|        | Fluvià            | Comarques gironines província de Girona                     | curs d'aigua | Desemboca: mar Mediterrània Llarg: 70km Conca: 973.8km² | 42° 05′ 36″ N, 2° 27′ 33″ E / 42.0934°N,2.4591°E 42° 12′ 07″ N, 3° 06′ 38″ E / 42.2019°N,3.1106°E 2 msnm                    |           | Fluvià              | Modifica les dades a Wikidata |
|        | Toronell          | Sant Joan les Fonts Castellfollit de la Roca Montagut i Oix | curs d'aigua | Desemboca: Fluvià                                       | 42° 10′ 27″ N, 2° 34′ 38″ E / 42.17409166666667°N,2.5771944444444443°E 42° 13′ 09″ N, 2° 33′ 25″ E / 42.219228°N,2.556923°E |           | Toronell            | Modifica les dades a Wikidata |
|        | riera de Bianya   | la Vall de Bianya Sant Joan les Fonts                       | curs d'aigua |                                                         | 42° 13′ 00″ N, 2° 31′ 00″ E / 42.21667°N,2.51667°E                                                                          |           |                     | Modifica les dades a Wikidata |
|        | riera de Riudaura | Riudaura Olot la Vall de Bianya Sant Joan les Fonts         | curs d'aigua | Desemboca: riera de Bianya Llarg: 15km                  | 42° 11′ 52″ N, 2° 20′ 54″ E / 42.197721°N,2.348464°E 42° 13′ 00″ N, 2° 29′ 10″ E / 42.216537°N,2.486089°E                   |           | Riera de Riudaura   | Modifica les dades a Wikidata |

## edifici
| imatge | Nom                                   | Ubicat a            | instància de | Detalls                         | coordenades                                                                                | Protecció                                  | Commons (més fotos)                   | Dades a WD                    |
| ------ | ------------------------------------- | ------------------- | ------------ | ------------------------------- | ------------------------------------------------------------------------------------------ | ------------------------------------------ | ------------------------------------- | ----------------------------- |
|        | Antic Cafè del Poble de la Canya      | Sant Joan les Fonts | edifici      | Estil: arquitectura modernista  |                                                                                            |                                            |                                       | Modifica les dades a Wikidata |
|        | Antic Teatre                          | Sant Joan les Fonts | edifici      | Estil: noucentisme 20th century | 42° 12′ 44″ N, 2° 30′ 32″ E / 42.212108°N,2.508767°E ca:Carrer de Santa Magdalena 337 msnm | bé integrant del patrimoni cultural català | Antic teatre de Sant Joan les Fonts   | Modifica les dades a Wikidata |
|        | Fàbrica Masias de Sant Joan les Fonts | Sant Joan les Fonts | edifici      | Estil: arquitectura eclèctica   | 42° 12′ 40″ N, 2° 30′ 28″ E / 42.210997222222°N,2.5076611111111°E 336 msnm                 | bé integrant del patrimoni cultural català | Fàbrica Masias de Sant Joan les Fonts | Modifica les dades a Wikidata |
|        | Fàbrica tèxtil la Sebastiana          | Sant Joan les Fonts | edifici      | Estil: arquitectura popular     | 42° 12′ 58″ N, 2° 31′ 21″ E / 42.216232°N,2.522378°E                                       | bé integrant del patrimoni cultural català |                                       | Modifica les dades a Wikidata |

## entitat singular de població
| imatge | Nom                 | Ubicat a            | instància de                                                                   | Detalls  | coordenades                                                           | Protecció | Commons (més fotos) | Dades a WD                    |
| ------ | ------------------- | ------------------- | ------------------------------------------------------------------------------ | -------- | --------------------------------------------------------------------- | --------- | ------------------- | ----------------------------- |
|        | Begudà              | Sant Joan les Fonts | entitat singular de població ens local històric de Catalunya                   | 274 hab  | 42° 11′ 48″ N, 2° 32′ 54″ E / 42.19671944°N,2.54823889°E 396 msnm     |           | Begudà              | Modifica les dades a Wikidata |
|        | Sant Joan les Fonts | Sant Joan les Fonts | entitat singular de població ens local històric de Catalunya capital municipal | 1943 hab | 42° 12′ 43″ N, 2° 30′ 46″ E / 42.21186°N,2.51291°E 336 msnm           |           |                     | Modifica les dades a Wikidata |
|        | el Pla de Baix      | Sant Joan les Fonts | entitat singular de població                                                   | 36 hab   | 42° 12′ 09″ N, 2° 29′ 45″ E / 42.20241466°N,2.495741844°E 380.13 msnm |           |                     | Modifica les dades a Wikidata |
|        | el Pla de Dalt      | Sant Joan les Fonts | entitat singular de població                                                   | 35 hab   | 42° 12′ 36″ N, 2° 29′ 24″ E / 42.209934°N,2.490051°E 365 msnm         |           |                     | Modifica les dades a Wikidata |
|        | la Canya            | Sant Joan les Fonts | entitat singular de població                                                   | 815 hab  | 42° 12′ 24″ N, 2° 29′ 37″ E / 42.20667°N,2.493747°E 375 msnm          |           |                     | Modifica les dades a Wikidata |

## església
| imatge | Nom                                    | Ubicat a            | instància de      | Detalls                                                  | coordenades                                                                           | Protecció                                            | Commons (més fotos)                     | Dades a WD                    |
| ------ | -------------------------------------- | ------------------- | ----------------- | -------------------------------------------------------- | ------------------------------------------------------------------------------------- | ---------------------------------------------------- | --------------------------------------- | ----------------------------- |
|        | Capelleta de Sant Joan Baptista        | Sant Joan les Fonts | església          | Estil: arquitectura popular                              | 42° 12′ 26″ N, 2° 29′ 53″ E / 42.207334°N,2.498168°E                                  | bé integrant del patrimoni cultural català           |                                         | Modifica les dades a Wikidata |
|        | Mare de Déu de Mont-ros                | Sant Joan les Fonts | església          | Estil: arquitectura romànica                             | 42° 12′ 24″ N, 2° 33′ 01″ E / 42.20676°N,2.55039°E ca:Muntanya de Mont-ros 628 msnm   | bé cultural d'interès local                          | Mare de Déu de Mont-ros                 | Modifica les dades a Wikidata |
|        | Sant Cosme de Sant Joan les Fonts      | Sant Joan les Fonts | església          | Estil: arquitectura popular                              | 42° 11′ 33″ N, 2° 31′ 24″ E / 42.192612°N,2.523197°E ca:Veïnat de Sant Cosme 460 msnm | bé integrant del patrimoni cultural català           | Sant Cosme de Sant Joan les Fonts       | Modifica les dades a Wikidata |
|        | Sant Sebastià de Sant Joan les Fonts   | Sant Joan les Fonts | església          | Estil: arquitectura popular                              | 42° 11′ 43″ N, 2° 32′ 46″ E / 42.195366°N,2.546177°E                                  | bé integrant del patrimoni cultural català           |                                         | Modifica les dades a Wikidata |
|        | Santa Eulàlia de Begudà                | Sant Joan les Fonts | església          | Estil: arquitectura romànica 12nd century                | 42° 11′ 45″ N, 2° 32′ 46″ E / 42.195857°N,2.546089°E ca:Begudà 400 msnm               | bé integrant del patrimoni cultural català           | Santa Eulàlia de Begudà                 | Modifica les dades a Wikidata |
|        | Santa Magdalena de Sant Joan les Fonts | Sant Joan les Fonts | església          | Estil: arquitectura popular Estat: enderrocat o destruït | 42° 12′ 41″ N, 2° 30′ 27″ E / 42.211265°N,2.507381°E                                  | bé integrant del patrimoni cultural català           |                                         | Modifica les dades a Wikidata |
|        | església Nova de Sant Joan les Fonts   | Sant Joan les Fonts | església          | Estil: arquitectura eclèctica                            | 42° 12′ 48″ N, 2° 30′ 33″ E / 42.213369444444°N,2.5090666666667°E 339 msnm            | bé integrant del patrimoni cultural català           | Església parroquial Sant Joan les Fonts | Modifica les dades a Wikidata |
|        | monestir de Sant Joan les Fonts        | Sant Joan les Fonts | església monestir | Estil: arquitectura romànica 11st century                | 42° 13′ 03″ N, 2° 30′ 54″ E / 42.2175°N,2.515°E                                       | bé d'interès cultural bé cultural d'interès nacional | Monestir de Sant Joan les Fonts         | Modifica les dades a Wikidata |

## granja
| imatge | Nom                   | Ubicat a            | instància de | Detalls | coordenades                                                         | Protecció | Commons (més fotos) | Dades a WD                    |
| ------ | --------------------- | ------------------- | ------------ | ------- | ------------------------------------------------------------------- | --------- | ------------------- | ----------------------------- |
|        | Granja de Monner      | Sant Joan les Fonts | granja       |         | 42° 11′ 24″ N, 2° 32′ 44″ E / 42.1899915243402°N,2.54568738780403°E |           |                     | Modifica les dades a Wikidata |
|        | Granja de les Tosques | Sant Joan les Fonts | granja       |         | 42° 11′ 41″ N, 2° 31′ 48″ E / 42.1947013576619°N,2.52992058837454°E |           |                     | Modifica les dades a Wikidata |

## jaciment arqueològic
| imatge | Nom                 | Ubicat a            | instància de                       | Detalls | coordenades                                                   | Protecció                                  | Commons (més fotos)                    | Dades a WD                    |
| ------ | ------------------- | ------------------- | ---------------------------------- | ------- | ------------------------------------------------------------- | ------------------------------------------ | -------------------------------------- | ----------------------------- |
|        | El pla de les armes | Sant Joan les Fonts | jaciment arqueològic               |         |                                                               |                                            |                                        | Modifica les dades a Wikidata |
|        | Poblat del Boscarró | Sant Joan les Fonts | jaciment arqueològic poblat ibèric |         | 42° 12′ 57″ N, 2° 30′ 41″ E / 42.215698°N,2.511402°E          | bé integrant del patrimoni cultural català | Poblado ibérico de Sant Joan les Fonts | Modifica les dades a Wikidata |
|        | les Mulleres        | Sant Joan les Fonts | jaciment arqueològic               |         | 42° 12′ 37″ N, 2° 29′ 45″ E / 42.2102194444°N,2.49593611111°E | bé integrant del patrimoni cultural català |                                        | Modifica les dades a Wikidata |

## masia
| imatge | Nom                       | Ubicat a            | instància de | Detalls                                  | coordenades                                                                                        | Protecció                                  | Commons (més fotos)                | Dades a WD                    |
| ------ | ------------------------- | ------------------- | ------------ | ---------------------------------------- | -------------------------------------------------------------------------------------------------- | ------------------------------------------ | ---------------------------------- | ----------------------------- |
|        | Aiguanegra                | Sant Joan les Fonts | masia        | Estil: arquitectura popular 19th century | 42° 12′ 04″ N, 2° 30′ 59″ E / 42.2011°N,2.51643°E 578 msnm                                         | bé integrant del patrimoni cultural català |                                    | Modifica les dades a Wikidata |
|        | Begudan                   | Sant Joan les Fonts | masia        |                                          | 42° 12′ 05″ N, 2° 33′ 02″ E / 42.2015113724882°N,2.55045006240454°E                                |                                            |                                    | Modifica les dades a Wikidata |
|        | Ca n'Oliveres             | Sant Joan les Fonts | masia        |                                          | 42° 12′ 41″ N, 2° 33′ 21″ E / 42.2114127329354°N,2.55595269764677°E                                |                                            |                                    | Modifica les dades a Wikidata |
|        | Ca na Roig                | Sant Joan les Fonts | masia        |                                          | 42° 13′ 04″ N, 2° 28′ 57″ E / 42.2176978546321°N,2.48258222641208°E                                |                                            |                                    | Modifica les dades a Wikidata |
|        | Cal Cucut                 | Sant Joan les Fonts | masia        |                                          | 42° 12′ 50″ N, 2° 31′ 42″ E / 42.2140049407388°N,2.52846900572207°E                                |                                            |                                    | Modifica les dades a Wikidata |
|        | Cal Grill                 | Sant Joan les Fonts | masia        |                                          | 42° 11′ 48″ N, 2° 30′ 27″ E / 42.1967235637633°N,2.50744984253198°E                                |                                            |                                    | Modifica les dades a Wikidata |
|        | Cal Músic                 | Sant Joan les Fonts | masia        |                                          | 42° 11′ 11″ N, 2° 34′ 24″ E / 42.1863688819056°N,2.57328800181846°E                                |                                            |                                    | Modifica les dades a Wikidata |
|        | Cal Sordet                | Sant Joan les Fonts | masia        |                                          | 42° 12′ 54″ N, 2° 31′ 53″ E / 42.2148908367278°N,2.53146706787094°E                                |                                            |                                    | Modifica les dades a Wikidata |
|        | Cal Xicot                 | Sant Joan les Fonts | masia        | Estil: arquitectura popular              | 42° 11′ 52″ N, 2° 30′ 46″ E / 42.19771°N,2.5128°E                                                  | bé integrant del patrimoni cultural català |                                    | Modifica les dades a Wikidata |
|        | Camadai                   | Sant Joan les Fonts | masia        |                                          | 42° 11′ 51″ N, 2° 31′ 50″ E / 42.1976043822467°N,2.53065003161632°E                                |                                            |                                    | Modifica les dades a Wikidata |
|        | Can Badó                  | Sant Joan les Fonts | masia        |                                          | 42° 12′ 33″ N, 2° 29′ 09″ E / 42.2091747972583°N,2.48589845812712°E                                |                                            |                                    | Modifica les dades a Wikidata |
|        | Can Barrabam              | Sant Joan les Fonts | masia        |                                          | 42° 13′ 05″ N, 2° 29′ 58″ E / 42.2181601575325°N,2.49949259892981°E                                |                                            |                                    | Modifica les dades a Wikidata |
|        | Can Bernat                | Sant Joan les Fonts | masia        |                                          | 42° 11′ 02″ N, 2° 32′ 40″ E / 42.1840242108121°N,2.5443980524702°E                                 |                                            |                                    | Modifica les dades a Wikidata |
|        | Can Branques              | Sant Joan les Fonts | masia        |                                          | 42° 11′ 58″ N, 2° 32′ 40″ E / 42.199453°N,2.544581°E 384 msnm                                      |                                            | Can Branques (Sant Joan les Fonts) | Modifica les dades a Wikidata |
|        | Can Curt                  | Sant Joan les Fonts | masia        |                                          | 42° 12′ 00″ N, 2° 32′ 40″ E / 42.199866627188°N,2.54446595183874°E                                 |                                            |                                    | Modifica les dades a Wikidata |
|        | Can Domènec               | Sant Joan les Fonts | masia        |                                          | 42° 12′ 51″ N, 2° 30′ 08″ E / 42.2141737297041°N,2.50233484690159°E                                |                                            | Can Domenec (Sant Joan les Fonts)  | Modifica les dades a Wikidata |
|        | Can Gall                  | Sant Joan les Fonts | masia        |                                          | 42° 11′ 43″ N, 2° 32′ 02″ E / 42.1952398204409°N,2.53386503785946°E                                |                                            |                                    | Modifica les dades a Wikidata |
|        | Can Gambot                | Sant Joan les Fonts | masia        |                                          | 42° 11′ 54″ N, 2° 31′ 53″ E / 42.1982742465085°N,2.53148082728605°E                                |                                            |                                    | Modifica les dades a Wikidata |
|        | Can Gener                 | Sant Joan les Fonts | masia        |                                          | 42° 11′ 56″ N, 2° 32′ 30″ E / 42.1988829725034°N,2.5417113722941°E                                 |                                            |                                    | Modifica les dades a Wikidata |
|        | Can Gingi                 | Sant Joan les Fonts | masia        |                                          | 42° 11′ 20″ N, 2° 31′ 36″ E / 42.1889777708163°N,2.52662047713163°E                                |                                            |                                    | Modifica les dades a Wikidata |
|        | Can Gridó                 | Sant Joan les Fonts | masia        | Estil: arquitectura popular              | 42° 13′ 03″ N, 2° 32′ 08″ E / 42.217543°N,2.535605°E                                               | bé integrant del patrimoni cultural català |                                    | Modifica les dades a Wikidata |
|        | Can Janric                | Sant Joan les Fonts | masia        |                                          | 42° 11′ 51″ N, 2° 32′ 26″ E / 42.19750983592°N,2.54066753144191°E                                  |                                            |                                    | Modifica les dades a Wikidata |
|        | Can Jep                   | Sant Joan les Fonts | masia        | Estil: arquitectura popular              | 42° 12′ 53″ N, 2° 29′ 28″ E / 42.21465°N,2.49115°E 357 msnm                                        | bé integrant del patrimoni cultural català | Can Jep (Sant Joan les Fonts)      | Modifica les dades a Wikidata |
|        | Can Martinet              | Sant Joan les Fonts | masia        |                                          | 42° 12′ 05″ N, 2° 32′ 44″ E / 42.201356712115°N,2.54548484931032°E                                 |                                            |                                    | Modifica les dades a Wikidata |
|        | Can Meia                  | Sant Joan les Fonts | masia        |                                          | 42° 13′ 15″ N, 2° 32′ 21″ E / 42.2207220328407°N,2.53915438156753°E                                |                                            |                                    | Modifica les dades a Wikidata |
|        | Can Met                   | Sant Joan les Fonts | masia        |                                          | 42° 11′ 58″ N, 2° 31′ 58″ E / 42.199558687946°N,2.53284006299322°E                                 |                                            |                                    | Modifica les dades a Wikidata |
|        | Can Mitjavila             | Sant Joan les Fonts | masia        |                                          | 42° 13′ 04″ N, 2° 31′ 36″ E / 42.2177715283922°N,2.52675684920909°E                                |                                            |                                    | Modifica les dades a Wikidata |
|        | Can Monner                | Sant Joan les Fonts | masia        |                                          | 42° 11′ 19″ N, 2° 32′ 46″ E / 42.1884805628998°N,2.54621895839731°E                                |                                            |                                    | Modifica les dades a Wikidata |
|        | Can Passavent             | Sant Joan les Fonts | masia        |                                          | 42° 12′ 55″ N, 2° 32′ 53″ E / 42.2152638269977°N,2.54811115328604°E                                |                                            |                                    | Modifica les dades a Wikidata |
|        | Can Paubales              | Sant Joan les Fonts | masia        |                                          | 42° 11′ 49″ N, 2° 31′ 35″ E / 42.1969202120511°N,2.52634318703598°E                                |                                            |                                    | Modifica les dades a Wikidata |
|        | Can Peric                 | Sant Joan les Fonts | masia        |                                          | 42° 12′ 01″ N, 2° 32′ 07″ E / 42.2003165698312°N,2.53539027038512°E                                |                                            |                                    | Modifica les dades a Wikidata |
|        | Can Rabert                | Sant Joan les Fonts | masia        |                                          | 42° 12′ 43″ N, 2° 29′ 41″ E / 42.2118346176498°N,2.49467233617094°E                                |                                            |                                    | Modifica les dades a Wikidata |
|        | Can Regalat               | Sant Joan les Fonts | masia        |                                          | 42° 13′ 02″ N, 2° 29′ 22″ E / 42.2171967446275°N,2.48933491015668°E                                |                                            |                                    | Modifica les dades a Wikidata |
|        | Can Rovirota              | Sant Joan les Fonts | masia        |                                          | 42° 10′ 58″ N, 2° 32′ 46″ E / 42.182806293645°N,2.54615055125922°E                                 |                                            |                                    | Modifica les dades a Wikidata |
|        | Can Sastre                | Sant Joan les Fonts | masia        |                                          | 42° 12′ 47″ N, 2° 29′ 07″ E / 42.2131432249466°N,2.48515147918134°E                                |                                            |                                    | Modifica les dades a Wikidata |
|        | Can Serra                 | Sant Joan les Fonts | masia        |                                          | 42° 12′ 23″ N, 2° 29′ 29″ E / 42.2064520588278°N,2.49132333999699°E                                |                                            |                                    | Modifica les dades a Wikidata |
|        | Can Serra d'Escobòs       | Sant Joan les Fonts | masia        | Estil: arquitectura popular 14th century | 42° 11′ 29″ N, 2° 32′ 23″ E / 42.191517°N,2.539719°E 444 msnm                                      | bé integrant del patrimoni cultural català |                                    | Modifica les dades a Wikidata |
|        | Can Sofia                 | Sant Joan les Fonts | masia        | Estil: arquitectura popular 19th century | 42° 12′ 37″ N, 2° 29′ 49″ E / 42.21025°N,2.49698°E ca:Al costat del parc Sofia 354 msnm            | bé integrant del patrimoni cultural català | Can Sofia                          | Modifica les dades a Wikidata |
|        | Can Xarbanda              | Sant Joan les Fonts | masia        |                                          | 42° 12′ 59″ N, 2° 30′ 16″ E / 42.2162725599411°N,2.50449921076055°E                                |                                            |                                    | Modifica les dades a Wikidata |
|        | Canadell                  | Sant Joan les Fonts | masia        | Estil: arquitectura popular 19th century | 42° 13′ 28″ N, 2° 32′ 19″ E / 42.2245°N,2.53871°E 483 msnm                                         | bé integrant del patrimoni cultural català |                                    | Modifica les dades a Wikidata |
|        | Canova de Sant Cosme      | Sant Joan les Fonts | masia        |                                          | 42° 11′ 28″ N, 2° 31′ 36″ E / 42.1911932616528°N,2.526603945928°E                                  |                                            |                                    | Modifica les dades a Wikidata |
|        | Canova de la Pinadella    | Sant Joan les Fonts | masia        |                                          | 42° 11′ 10″ N, 2° 32′ 52″ E / 42.1861725002987°N,2.54788243196964°E                                |                                            |                                    | Modifica les dades a Wikidata |
|        | Casa del Bac              | Sant Joan les Fonts | masia        | Estat: ruïnós                            | 42° 13′ 39″ N, 2° 31′ 13″ E / 42.2273814294709°N,2.52029893415537°E 425 msnm                       |                                            |                                    | Modifica les dades a Wikidata |
|        | Cossei                    | Sant Joan les Fonts | masia        |                                          | 42° 11′ 41″ N, 2° 32′ 31″ E / 42.1948491242585°N,2.54195852808532°E                                |                                            |                                    | Modifica les dades a Wikidata |
|        | Curant                    | Sant Joan les Fonts | masia        |                                          | 42° 12′ 59″ N, 2° 28′ 54″ E / 42.2163335790297°N,2.48162409944968°E                                |                                            |                                    | Modifica les dades a Wikidata |
|        | Guixer                    | Sant Joan les Fonts | masia        |                                          | 42° 11′ 45″ N, 2° 30′ 50″ E / 42.1957513276272°N,2.51388879674006°E                                |                                            |                                    | Modifica les dades a Wikidata |
|        | Lliurella                 | Sant Joan les Fonts | masia        |                                          | 42° 11′ 06″ N, 2° 34′ 48″ E / 42.184963710189°N,2.5798737291061°E                                  |                                            |                                    | Modifica les dades a Wikidata |
|        | Mas Bellaire              | Sant Joan les Fonts | masia        |                                          | 42° 11′ 14″ N, 2° 31′ 43″ E / 42.1872837528304°N,2.52860708828817°E                                |                                            |                                    | Modifica les dades a Wikidata |
|        | Mas Cadamont              | Sant Joan les Fonts | masia        |                                          | 42° 13′ 03″ N, 2° 29′ 40″ E / 42.2174535474876°N,2.49444579983355°E                                |                                            |                                    | Modifica les dades a Wikidata |
|        | Mas Cadavall              | Sant Joan les Fonts | masia        |                                          | 42° 13′ 01″ N, 2° 29′ 38″ E / 42.2170362269755°N,2.49375852011213°E                                |                                            |                                    | Modifica les dades a Wikidata |
|        | Mas Claperols             | Sant Joan les Fonts | masia        | Estil: arquitectura popular              | 42° 12′ 08″ N, 2° 31′ 19″ E / 42.20225°N,2.52186°E                                                 | bé integrant del patrimoni cultural català |                                    | Modifica les dades a Wikidata |
|        | Mas Escobós               | Sant Joan les Fonts | masia        |                                          | 42° 11′ 29″ N, 2° 32′ 23″ E / 42.1913549032188°N,2.53976743736164°E                                |                                            |                                    | Modifica les dades a Wikidata |
|        | Mas Marunys               | Sant Joan les Fonts | masia        | Estil: arquitectura popular              | 42° 12′ 48″ N, 2° 30′ 13″ E / 42.213405555556°N,2.5036972222222°E 351 msnm                         | bé integrant del patrimoni cultural català | Mas Marunys                        | Modifica les dades a Wikidata |
|        | Mas Peracaula             | Sant Joan les Fonts | masia        | Estil: arquitectura popular              | 42° 12′ 41″ N, 2° 30′ 16″ E / 42.21137°N,2.50432°E                                                 | bé integrant del patrimoni cultural català |                                    | Modifica les dades a Wikidata |
|        | Mas Safont                | Sant Joan les Fonts | masia        |                                          | 42° 13′ 17″ N, 2° 30′ 53″ E / 42.2214136189172°N,2.51467345814382°E                                |                                            |                                    | Modifica les dades a Wikidata |
|        | Mas Vila                  | Sant Joan les Fonts | masia        |                                          | 42° 12′ 56″ N, 2° 31′ 14″ E / 42.2155755728724°N,2.52063060371109°E                                |                                            |                                    | Modifica les dades a Wikidata |
|        | Masdavall                 | Sant Joan les Fonts | masia        |                                          | 42° 11′ 00″ N, 2° 31′ 46″ E / 42.1832974935877°N,2.52947225646851°E                                |                                            |                                    | Modifica les dades a Wikidata |
|        | Maçanelles                | Sant Joan les Fonts | masia        |                                          | 42° 13′ 37″ N, 2° 32′ 02″ E / 42.2270412183906°N,2.53389774386167°E                                |                                            |                                    | Modifica les dades a Wikidata |
|        | Molera                    | Sant Joan les Fonts | masia        |                                          | 42° 12′ 19″ N, 2° 31′ 56″ E / 42.2052838196623°N,2.5321316325635°E                                 |                                            |                                    | Modifica les dades a Wikidata |
|        | Palou                     | Sant Joan les Fonts | masia        |                                          | 42° 10′ 49″ N, 2° 31′ 53″ E / 42.180273097489°N,2.5314695362433°E                                  |                                            |                                    | Modifica les dades a Wikidata |
|        | Pererols                  | Sant Joan les Fonts | masia        |                                          | 42° 12′ 08″ N, 2° 31′ 18″ E / 42.20225639°N,2.52178611°E 497 msnm                                  |                                            |                                    | Modifica les dades a Wikidata |
|        | Pocafarina                | Sant Joan les Fonts | masia        |                                          | 42° 12′ 43″ N, 2° 32′ 43″ E / 42.2119838127845°N,2.54539654928768°E                                |                                            |                                    | Modifica les dades a Wikidata |
|        | Repassot                  | Sant Joan les Fonts | masia        |                                          | 42° 12′ 33″ N, 2° 31′ 44″ E / 42.20920556°N,2.52881667°E 447 msnm                                  |                                            |                                    | Modifica les dades a Wikidata |
|        | Repàs                     | Sant Joan les Fonts | masia        |                                          | 42° 12′ 37″ N, 2° 31′ 27″ E / 42.2103573015401°N,2.52408639830811°E                                |                                            |                                    | Modifica les dades a Wikidata |
|        | Romberga                  | Sant Joan les Fonts | masia        |                                          | 42° 11′ 34″ N, 2° 31′ 50″ E / 42.1927491756147°N,2.53045584071747°E                                |                                            |                                    | Modifica les dades a Wikidata |
|        | Serradebosc               | Sant Joan les Fonts | masia        |                                          | 42° 11′ 35″ N, 2° 34′ 04″ E / 42.193024148359°N,2.5677091015125°E                                  |                                            |                                    | Modifica les dades a Wikidata |
|        | Serradell                 | Sant Joan les Fonts | masia        |                                          | 42° 10′ 59″ N, 2° 33′ 13″ E / 42.1831°N,2.55354°E 480 msnm                                         |                                            |                                    | Modifica les dades a Wikidata |
|        | Soler de Morell           | Sant Joan les Fonts | masia        |                                          | 42° 11′ 04″ N, 2° 34′ 17″ E / 42.18447806°N,2.57138611°E 590 msnm                                  |                                            |                                    | Modifica les dades a Wikidata |
|        | Torre de Fang             | Sant Joan les Fonts | masia        |                                          | 42° 12′ 51″ N, 2° 31′ 51″ E / 42.2141944507954°N,2.53075740656439°E                                |                                            |                                    | Modifica les dades a Wikidata |
|        | Vivers                    | Sant Joan les Fonts | masia        | Estil: arquitectura popular 18th century | 42° 13′ 21″ N, 2° 31′ 15″ E / 42.2225°N,2.52071°E 540 msnm                                         | bé integrant del patrimoni cultural català |                                    | Modifica les dades a Wikidata |
|        | casal de Mont-ros         | Sant Joan les Fonts | masia        | Estil: arquitectura popular 15th century | 42° 11′ 44″ N, 2° 32′ 46″ E / 42.195578°N,2.546188°E ca:Begudà, al costat de l'església 400 msnm   | bé integrant del patrimoni cultural català | Casal de Mont-ros                  | Modifica les dades a Wikidata |
|        | el Bac                    | Sant Joan les Fonts | masia        |                                          | 42° 11′ 55″ N, 2° 31′ 25″ E / 42.1987006777064°N,2.52349557984736°E                                |                                            |                                    | Modifica les dades a Wikidata |
|        | el Bruguetar              | Sant Joan les Fonts | masia        |                                          | 42° 12′ 48″ N, 2° 33′ 12″ E / 42.2133837650241°N,2.55328565152035°E                                |                                            |                                    | Modifica les dades a Wikidata |
|        | el Cairat d'Aiguanegra    | Sant Joan les Fonts | masia        | Estil: arquitectura popular              | 42° 12′ 18″ N, 2° 31′ 13″ E / 42.20495°N,2.52014°E                                                 | bé integrant del patrimoni cultural català |                                    | Modifica les dades a Wikidata |
|        | el Campàs                 | Sant Joan les Fonts | masia        |                                          | 42° 13′ 35″ N, 2° 30′ 53″ E / 42.2264841457778°N,2.51467097489128°E                                |                                            |                                    | Modifica les dades a Wikidata |
|        | el Farigola Gran          | Sant Joan les Fonts | masia        |                                          | 42° 11′ 19″ N, 2° 31′ 05″ E / 42.1887353379288°N,2.51814491118143°E                                |                                            |                                    | Modifica les dades a Wikidata |
|        | el Farigola Petit         | Sant Joan les Fonts | masia        |                                          | 42° 11′ 26″ N, 2° 31′ 11″ E / 42.1905343469361°N,2.51975410520924°E                                |                                            |                                    | Modifica les dades a Wikidata |
|        | el Palomer de Baix        | Sant Joan les Fonts | masia        |                                          | 42° 13′ 02″ N, 2° 34′ 34″ E / 42.2172619852243°N,2.57609696379671°E                                |                                            |                                    | Modifica les dades a Wikidata |
|        | el Palomer de Dalt        | Sant Joan les Fonts | masia        |                                          | 42° 12′ 58″ N, 2° 34′ 33″ E / 42.216072421433°N,2.57589895135183°E                                 |                                            |                                    | Modifica les dades a Wikidata |
|        | el Pelegrí                | Sant Joan les Fonts | masia        |                                          | 42° 11′ 34″ N, 2° 33′ 33″ E / 42.1928627886681°N,2.55908617731315°E                                |                                            |                                    | Modifica les dades a Wikidata |
|        | el Puig                   | Sant Joan les Fonts | masia        | Estil: arquitectura popular              | 42° 11′ 50″ N, 2° 32′ 56″ E / 42.197282°N,2.548851°E                                               | bé integrant del patrimoni cultural català |                                    | Modifica les dades a Wikidata |
|        | el Puig de Begudà         | Sant Joan les Fonts | masia        |                                          | 42° 11′ 51″ N, 2° 32′ 56″ E / 42.1974164333129°N,2.54890450165176°E                                |                                            |                                    | Modifica les dades a Wikidata |
|        | el Puig de Vivers         | Sant Joan les Fonts | masia        | Estil: arquitectura popular 19th century | 42° 13′ 21″ N, 2° 31′ 20″ E / 42.22243°N,2.52212°E 552 msnm                                        | bé integrant del patrimoni cultural català |                                    | Modifica les dades a Wikidata |
|        | el Roure                  | Sant Joan les Fonts | masia        |                                          | 42° 11′ 55″ N, 2° 33′ 15″ E / 42.198693°N,2.554248°E 500 msnm                                      |                                            | El Roure (Sant Joan les Fonts)     | Modifica les dades a Wikidata |
|        | el Serrat de Baix         | Sant Joan les Fonts | masia        | Estil: arquitectura popular              | 42° 12′ 56″ N, 2° 29′ 12″ E / 42.21566°N,2.48658°E                                                 | bé integrant del patrimoni cultural català |                                    | Modifica les dades a Wikidata |
|        | el Solanic                | Sant Joan les Fonts | masia        |                                          | 42° 11′ 42″ N, 2° 30′ 41″ E / 42.1948665237945°N,2.51125522596285°E                                |                                            |                                    | Modifica les dades a Wikidata |
|        | el Solei                  | Sant Joan les Fonts | masia        |                                          | 42° 11′ 47″ N, 2° 30′ 44″ E / 42.1964921969991°N,2.51232066890524°E                                |                                            |                                    | Modifica les dades a Wikidata |
|        | el Soler                  | Sant Joan les Fonts | masia        |                                          | 42° 12′ 27″ N, 2° 30′ 36″ E / 42.2074514640478°N,2.50987413232761°E                                |                                            |                                    | Modifica les dades a Wikidata |
|        | el Solà de Gou            | Sant Joan les Fonts | masia        |                                          | 42° 11′ 40″ N, 2° 30′ 52″ E / 42.1945199626674°N,2.51447959193397°E                                |                                            |                                    | Modifica les dades a Wikidata |
|        | el Vilar                  | Sant Joan les Fonts | masia        |                                          | 42° 11′ 14″ N, 2° 31′ 19″ E / 42.1873011708543°N,2.52193420443348°E                                |                                            |                                    | Modifica les dades a Wikidata |
|        | els Cellers               | Sant Joan les Fonts | masia        |                                          | 42° 12′ 00″ N, 2° 34′ 02″ E / 42.1999189962005°N,2.56729797095013°E                                |                                            |                                    | Modifica les dades a Wikidata |
|        | l'Anglada                 | Sant Joan les Fonts | masia        |                                          | 42° 11′ 58″ N, 2° 34′ 10″ E / 42.1993778727139°N,2.56949403892362°E                                |                                            |                                    | Modifica les dades a Wikidata |
|        | l'Aulina Nova             | Sant Joan les Fonts | masia        |                                          | 42° 12′ 04″ N, 2° 30′ 41″ E / 42.2010818179337°N,2.51147381306473°E                                |                                            |                                    | Modifica les dades a Wikidata |
|        | l'Aulina Vella            | Sant Joan les Fonts | masia        |                                          | 42° 12′ 05″ N, 2° 30′ 40″ E / 42.2013870423882°N,2.511241315789°E                                  |                                            |                                    | Modifica les dades a Wikidata |
|        | l'Estany                  | Sant Joan les Fonts | masia        |                                          | 42° 11′ 24″ N, 2° 31′ 53″ E / 42.1899432450483°N,2.53144546943076°E                                |                                            |                                    | Modifica les dades a Wikidata |
|        | l'Estrada                 | Sant Joan les Fonts | masia        | Estil: arquitectura popular              | 42° 12′ 50″ N, 2° 29′ 16″ E / 42.213919444444°N,2.4876888888889°E 359 msnm                         | bé integrant del patrimoni cultural català | L'Estrada (Sant Joan les Fonts)    | Modifica les dades a Wikidata |
|        | la Bartrina               | Sant Joan les Fonts | masia        |                                          | 42° 12′ 00″ N, 2° 31′ 02″ E / 42.1999717723971°N,2.51732067531723°E                                |                                            |                                    | Modifica les dades a Wikidata |
|        | la Canova                 | Sant Joan les Fonts | masia        |                                          | 42° 12′ 55″ N, 2° 31′ 29″ E / 42.2152597916477°N,2.5248249901981°E                                 |                                            |                                    | Modifica les dades a Wikidata |
|        | la Carrera                | Sant Joan les Fonts | masia        |                                          | 42° 12′ 03″ N, 2° 32′ 56″ E / 42.2008570871204°N,2.54896481925775°E                                |                                            |                                    | Modifica les dades a Wikidata |
|        | la Casanova d'en Joanetes | Sant Joan les Fonts | masia        |                                          | 42° 12′ 40″ N, 2° 32′ 26″ E / 42.2109738410666°N,2.54055787710157°E                                |                                            |                                    | Modifica les dades a Wikidata |
|        | la Casota                 | Sant Joan les Fonts | masia        |                                          | 42° 13′ 01″ N, 2° 29′ 20″ E / 42.2168887611323°N,2.4889375665921°E                                 |                                            |                                    | Modifica les dades a Wikidata |
|        | la Cau                    | Sant Joan les Fonts | masia        | Estil: arquitectura popular              | 42° 13′ 45″ N, 2° 30′ 07″ E / 42.22925°N,2.5019°E                                                  | bé integrant del patrimoni cultural català |                                    | Modifica les dades a Wikidata |
|        | la Devesa                 | Sant Joan les Fonts | masia        | Estil: arquitectura popular              | 42° 10′ 50″ N, 2° 32′ 58″ E / 42.18054°N,2.54949°E                                                 | bé integrant del patrimoni cultural català |                                    | Modifica les dades a Wikidata |
|        | la Farigola               | Sant Joan les Fonts | masia        |                                          | 42° 11′ 53″ N, 2° 32′ 17″ E / 42.1979493411706°N,2.5379754184484°E                                 |                                            |                                    | Modifica les dades a Wikidata |
|        | la Font                   | Sant Joan les Fonts | masia        |                                          | 42° 11′ 20″ N, 2° 31′ 20″ E / 42.1889321249967°N,2.52212779500223°E                                |                                            |                                    | Modifica les dades a Wikidata |
|        | la Fontfreda              | Sant Joan les Fonts | masia        | Estil: arquitectura popular              | 42° 12′ 52″ N, 2° 29′ 52″ E / 42.214480555556°N,2.4977611111111°E 356 msnm                         | bé integrant del patrimoni cultural català | La Fontfreda (Sant Joan les Fonts) | Modifica les dades a Wikidata |
|        | la Guardiola              | Sant Joan les Fonts | masia        |                                          | 42° 12′ 31″ N, 2° 32′ 08″ E / 42.2086840723161°N,2.53554701597432°E                                |                                            |                                    | Modifica les dades a Wikidata |
|        | la Pinadella              | Sant Joan les Fonts | masia        | Estil: arquitectura popular 15th century | 42° 11′ 10″ N, 2° 33′ 13″ E / 42.186168°N,2.553576°E 491 msnm                                      | bé integrant del patrimoni cultural català |                                    | Modifica les dades a Wikidata |
|        | la Pinedella              | Sant Joan les Fonts | masia        |                                          | 42° 11′ 10″ N, 2° 33′ 23″ E / 42.1860981301768°N,2.55651741834812°E                                |                                            |                                    | Modifica les dades a Wikidata |
|        | la Plana                  | Sant Joan les Fonts | masia        |                                          | 42° 11′ 18″ N, 2° 32′ 28″ E / 42.1884506950478°N,2.54097533213082°E                                |                                            |                                    | Modifica les dades a Wikidata |
|        | la Planella               | Sant Joan les Fonts | masia        |                                          | 42° 12′ 52″ N, 2° 30′ 28″ E / 42.214548°N,2.507763°E 324 msnm                                      |                                            | La Planella (Sant Joan les Fonts)  | Modifica les dades a Wikidata |
|        | la Riera de Baix          | Sant Joan les Fonts | masia        |                                          | 42° 13′ 21″ N, 2° 32′ 38″ E / 42.2224074697854°N,2.54397679669672°E                                |                                            |                                    | Modifica les dades a Wikidata |
|        | la Riera de Dalt          | Sant Joan les Fonts | masia        |                                          | 42° 13′ 26″ N, 2° 32′ 42″ E / 42.2238435667775°N,2.54500854525017°E                                |                                            |                                    | Modifica les dades a Wikidata |
|        | la Rovira                 | Sant Joan les Fonts | masia        | Estil: arquitectura popular 13rd century | 42° 12′ 30″ N, 2° 32′ 44″ E / 42.208367°N,2.545588°E ca:Costa de Mont-ros 482 msnm                 | bé integrant del patrimoni cultural català | La Rovira (Sant Joan les Fonts)    | Modifica les dades a Wikidata |
|        | la Teuleria               | Sant Joan les Fonts | masia        |                                          | 42° 11′ 35″ N, 2° 31′ 18″ E / 42.1931722092461°N,2.52167195674505°E                                |                                            |                                    | Modifica les dades a Wikidata |
|        | la Teuleria de la Cau     | Sant Joan les Fonts | masia        |                                          | 42° 13′ 39″ N, 2° 29′ 58″ E / 42.2275713985945°N,2.4994182612048°E                                 |                                            |                                    | Modifica les dades a Wikidata |
|        | la Teuleria del Pla       | Sant Joan les Fonts | masia        |                                          | 42° 11′ 37″ N, 2° 33′ 00″ E / 42.1935928449259°N,2.54994905595898°E                                |                                            |                                    | Modifica les dades a Wikidata |
|        | la Vedosa                 | Sant Joan les Fonts | masia        |                                          | 42° 11′ 53″ N, 2° 30′ 33″ E / 42.1980641380977°N,2.50923205441522°E                                |                                            |                                    | Modifica les dades a Wikidata |
|        | la Vinyota                | Sant Joan les Fonts | masia        |                                          | 42° 12′ 25″ N, 2° 31′ 53″ E / 42.2070456411593°N,2.53129487792074°E                                |                                            |                                    | Modifica les dades a Wikidata |
|        | les Molleres              | Sant Joan les Fonts | masia        | Estil: arquitectura popular              | 42° 12′ 39″ N, 2° 29′ 43″ E / 42.210706°N,2.495402°E                                               | bé integrant del patrimoni cultural català |                                    | Modifica les dades a Wikidata |
|        | les Tosques               | Sant Joan les Fonts | masia        |                                          | 42° 11′ 47″ N, 2° 31′ 52″ E / 42.1962728235988°N,2.53098690810605°E                                |                                            |                                    | Modifica les dades a Wikidata |
|        | mas Cabrafiga             | Sant Joan les Fonts | masia        | Estil: arquitectura popular 18th century | 42° 12′ 28″ N, 2° 29′ 35″ E / 42.20776°N,2.493162°E ca:Carretera N-260, km 85,8, la Canya 370 msnm | bé integrant del patrimoni cultural català | Mas Cabrafiga                      | Modifica les dades a Wikidata |

## molí d'aigua
| imatge | Nom                        | Ubicat a            | instància de | Detalls                     | coordenades                                                       | Protecció                                  | Commons (més fotos) | Dades a WD                    |
| ------ | -------------------------- | ------------------- | ------------ | --------------------------- | ----------------------------------------------------------------- | ------------------------------------------ | ------------------- | ----------------------------- |
|        | El Molí Nou                | Sant Joan les Fonts | molí d'aigua | Estil: arquitectura popular | 42° 12′ 55″ N, 2° 29′ 27″ E / 42.21516°N,2.49096°E                | bé integrant del patrimoni cultural català |                     | Modifica les dades a Wikidata |
|        | Molí Fondo                 | Sant Joan les Fonts | molí d'aigua |                             | 42° 12′ 52″ N, 2° 30′ 41″ E / 42.21456389°N,2.51140556°E          |                                            |                     | Modifica les dades a Wikidata |
|        | Molí de Begudà             | Sant Joan les Fonts | molí d'aigua |                             | 42° 12′ 17″ N, 2° 32′ 32″ E / 42.204633263221°N,2.5421916946741°E |                                            |                     | Modifica les dades a Wikidata |
|        | Molí del Clot de Can Gridó | Sant Joan les Fonts | molí d'aigua | Estil: arquitectura popular | 42° 13′ 09″ N, 2° 32′ 04″ E / 42.2193°N,2.534338°E                | bé integrant del patrimoni cultural català |                     | Modifica les dades a Wikidata |

## muntanya
| imatge | Nom                 | Ubicat a            | instància de | Detalls | coordenades                                                         | Protecció | Commons (més fotos) | Dades a WD                    |
| ------ | ------------------- | ------------------- | ------------ | ------- | ------------------------------------------------------------------- | --------- | ------------------- | ----------------------------- |
|        | Puig de Guardiola   | Sant Joan les Fonts | muntanya     |         | 42° 12′ 13″ N, 2° 32′ 08″ E / 42.20369167°N,2.53567472°E 450.9 msnm |           |                     | Modifica les dades a Wikidata |
|        | Puig de Lliurella   | Sant Joan les Fonts | muntanya     |         | 42° 11′ 46″ N, 2° 33′ 54″ E / 42.1961°N,2.56506°E 733.5 msnm        |           |                     | Modifica les dades a Wikidata |
|        | Puig de Sant Cosme  | Sant Joan les Fonts | muntanya     |         | 42° 11′ 58″ N, 2° 30′ 38″ E / 42.19941389°N,2.510575°E 616.9 msnm   |           |                     | Modifica les dades a Wikidata |
|        | Puig de Sant Isidre | Sant Joan les Fonts | muntanya     |         | 42° 11′ 35″ N, 2° 32′ 14″ E / 42.1931°N,2.53731°E 550.9 msnm        |           |                     | Modifica les dades a Wikidata |
|        | Puig de la Cau      | Sant Joan les Fonts | muntanya     |         | 42° 13′ 54″ N, 2° 29′ 49″ E / 42.231675°N,2.49707222°E 822.3 msnm   |           |                     | Modifica les dades a Wikidata |

## nucli de població
| imatge | Nom                              | Ubicat a                                                                 | instància de      | Detalls  | coordenades                                                       | Protecció | Commons (més fotos) | Dades a WD                    |
| ------ | -------------------------------- | ------------------------------------------------------------------------ | ----------------- | -------- | ----------------------------------------------------------------- | --------- | ------------------- | ----------------------------- |
|        | Pocafarina                       | Sant Joan les Fonts                                                      | nucli de població |          | 42° 12′ 46″ N, 2° 32′ 49″ E / 42.212757872595°N,2.5469790288465°E |           |                     | Modifica les dades a Wikidata |
|        | Sant Cosme (Sant Joan les Fonts) | Sant Joan les Fonts                                                      | nucli de població |          | 42° 11′ 51″ N, 2° 31′ 39″ E / 42.19736667°N,2.52745556°E          |           |                     | Modifica les dades a Wikidata |
|        | la Canya                         | Sant Joan les Fonts la Vall de Bianya la Canya la Canya (Vall de Bianya) | nucli de població | 1346 hab | 42° 12′ 25″ N, 2° 29′ 51″ E / 42.20694444°N,2.4975°E 360 msnm     |           | La Canya            | Modifica les dades a Wikidata |

## polígon industrial
| imatge | Nom                              | Ubicat a            | instància de       | Detalls | coordenades                                                         | Protecció | Commons (més fotos) | Dades a WD                    |
| ------ | -------------------------------- | ------------------- | ------------------ | ------- | ------------------------------------------------------------------- | --------- | ------------------- | ----------------------------- |
|        | Polígon industrial Les Coromines | Sant Joan les Fonts | polígon industrial |         | 42° 12′ 51″ N, 2° 31′ 29″ E / 42.2141069196475°N,2.52480940161749°E |           |                     | Modifica les dades a Wikidata |
|        | Polígon industrial de Begudà     | Sant Joan les Fonts | polígon industrial |         | 42° 12′ 11″ N, 2° 32′ 21″ E / 42.2030247209299°N,2.53917399505809°E |           |                     | Modifica les dades a Wikidata |
|        | Zona industrial Rossinyol        | Sant Joan les Fonts | polígon industrial |         | 42° 12′ 27″ N, 2° 30′ 02″ E / 42.2075466890218°N,2.50063031884383°E |           |                     | Modifica les dades a Wikidata |

## pont
| imatge | Nom                                  | Ubicat a            | instància de | Detalls                                        | coordenades                                                   | Protecció                                  | Commons (més fotos)         | Dades a WD                    |
| ------ | ------------------------------------ | ------------------- | ------------ | ---------------------------------------------- | ------------------------------------------------------------- | ------------------------------------------ | --------------------------- | ----------------------------- |
|        | Pont de Cossei                       | Sant Joan les Fonts | pont         | Estil: arquitectura popular Travessa: Toronell | 42° 11′ 40″ N, 2° 32′ 40″ E / 42.194432°N,2.544376°E 390 msnm | bé integrant del patrimoni cultural català | Pont de Cossei              | Modifica les dades a Wikidata |
|        | pont medieval de Sant Joan les Fonts | Sant Joan les Fonts | pont         | Estil: arquitectura popular Travessa: Fluvià   | 42° 12′ 45″ N, 2° 30′ 34″ E / 42.212606°N,2.509378°E          | bé integrant del patrimoni cultural català | Pont de Sant Joan les Fonts | Modifica les dades a Wikidata |

## serra
| imatge | Nom                 | Ubicat a                                   | instància de | Detalls | coordenades                                                         | Protecció | Commons (més fotos) | Dades a WD                    |
| ------ | ------------------- | ------------------------------------------ | ------------ | ------- | ------------------------------------------------------------------- | --------- | ------------------- | ----------------------------- |
|        | Muntanya de Canemàs | Montagut i Oix Sant Joan les Fonts         | serra        |         | 42° 12′ 06″ N, 2° 34′ 33″ E / 42.20166667°N,2.57590556°E 733.5 msnm |           |                     | Modifica les dades a Wikidata |
|        | serra d'Aiguanegra  | Olot Sant Joan les Fonts la Vall de Bianya | serra        |         | 42° 11′ 58″ N, 2° 30′ 38″ E / 42.19941389°N,2.510575°E 629.8 msnm   |           |                     | Modifica les dades a Wikidata |
|        | serra de Mont-ros   | Sant Joan les Fonts                        | serra        |         | 42° 12′ 03″ N, 2° 33′ 32″ E / 42.2009°N,2.55891°E 733.5 msnm        |           |                     | Modifica les dades a Wikidata |

## volcà extint
| imatge | Nom                    | Ubicat a            | instància de | Detalls | coordenades | Protecció | Commons (més fotos) | Dades a WD                    |
| ------ | ---------------------- | ------------------- | ------------ | ------- | --- | --------- | ------------------- | ----------------------------- |
|        | Volcà d'Aiguanegra     | Sant Joan les Fonts | volcà extint |         | 42° 12′ 17″ N, 2° 31′ 03″ E / 42.20477777777778°N,2.5175833333333335°E Zona Volcànica de la Garrotxa 594 msnm  |           |                     | Modifica les dades a Wikidata |
|        | Volcà de Bellaire      | Sant Joan les Fonts | volcà extint |         | 42° 11′ 09″ N, 2° 31′ 58″ E / 42.18588888888889°N,2.5326666666666666°E Zona Volcànica de la Garrotxa 566 msnm  |           |                     | Modifica les dades a Wikidata |
|        | Volcà de Claperols     | Sant Joan les Fonts | volcà extint |         | 42° 12′ 05″ N, 2° 31′ 41″ E / 42.20136111111111°N,2.5281666666666665°E Zona Volcànica de la Garrotxa 447 msnm  |           |                     | Modifica les dades a Wikidata |
|        | Volcà de Gengí         | Sant Joan les Fonts | volcà extint |         | 42° 11′ 32″ N, 2° 31′ 42″ E / 42.19211111111111°N,2.5283611111111113°E Zona Volcànica de la Garrotxa 527 msnm  |           |                     | Modifica les dades a Wikidata |
|        | Volcà de Repassot      | Sant Joan les Fonts | volcà extint |         | 42° 12′ 31″ N, 2° 31′ 34″ E / 42.20858333333334°N,2.526222222222222°E Zona Volcànica de la Garrotxa 468.6 msnm |           |                     | Modifica les dades a Wikidata |
|        | Volcà de Repàs         | Sant Joan les Fonts | volcà extint |         | 42° 12′ 34″ N, 2° 31′ 24″ E / 42.209472222222225°N,2.5233055555555555°E Zona Volcànica de la Garrotxa 460 msnm |           |                     | Modifica les dades a Wikidata |
|        | Volcà de l'Estany      | Sant Joan les Fonts | volcà extint |         | 42° 11′ 40″ N, 2° 32′ 03″ E / 42.19438888888889°N,2.5340833333333332°E Zona Volcànica de la Garrotxa 542 msnm  |           |                     | Modifica les dades a Wikidata |
|        | Volcà de la Canya      | Sant Joan les Fonts | volcà extint |         | 42° 12′ 44″ N, 2° 29′ 57″ E / 42.21208333333333°N,2.4990277777777776°E Zona Volcànica de la Garrotxa 364 msnm  |           |                     | Modifica les dades a Wikidata |
|        | Volcà del Cairat       | Sant Joan les Fonts | volcà extint |         | 42° 12′ 19″ N, 2° 31′ 35″ E / 42.205222222222226°N,2.526361111111111°E Zona Volcànica de la Garrotxa 550 msnm  |           |                     | Modifica les dades a Wikidata |
|        | Volcà del Puig de l'Ós | Sant Joan les Fonts | volcà extint |         | 42° 11′ 24″ N, 2° 33′ 10″ E / 42.19002777777778°N,2.552888888888889°E Zona Volcànica de la Garrotxa 560 msnm   |           |                     | Modifica les dades a Wikidata |

## àrea protegida
| imatge | Nom                                                                 | Ubicat a            | instància de                           | Detalls                     | coordenades | Protecció | Commons (més fotos) | Dades a WD                    |
| ------ | ------------------------------------------------------------------- | ------------------- | -------------------------------------- | --------------------------- | ----------- | --------- | ------------------- | ----------------------------- |
|        | Reserva Natural del Volcà d'Aiguanegra                              | Sant Joan les Fonts | àrea protegida Reserva Natural Parcial | 1982 Superfície: 41.57439ha |             |           |                     | Modifica les dades a Wikidata |
|        | Reserva Natural del Volcà de Bellaire                               | Sant Joan les Fonts | àrea protegida Reserva Natural Parcial | 1982 Superfície: 12.47945ha |             |           |                     | Modifica les dades a Wikidata |
|        | Reserva Natural del Volcà del Puig de l'Ós                          | Sant Joan les Fonts | àrea protegida Reserva Natural Parcial | 1982 Superfície: 25.35724ha |             |           |                     | Modifica les dades a Wikidata |
|        | Reserva Natural del Volcà l'Estany                                  | Sant Joan les Fonts | àrea protegida Reserva Natural Parcial | 1982 Superfície: 22.58782ha |             |           |                     | Modifica les dades a Wikidata |
|        | Reserva Natural dels Volcans del Cairat, de Claperols i de Repassot | Sant Joan les Fonts | àrea protegida Reserva Natural Parcial | 2008 Superfície: 43.46214ha |             |           |                     | Modifica les dades a Wikidata |

## Misc
| imatge | Nom                                      | Ubicat a            | instància de        | Detalls                                  | coordenades                                                             | Protecció                                            | Commons (més fotos)                        | Dades a WD                    |
| ------ | ---------------------------------------- | ------------------- | ------------------- | ---------------------------------------- | ----------------------------------------------------------------------- | ---------------------------------------------------- | ------------------------------------------ | ----------------------------- |
|        | Casa Juvinyà                             | Sant Joan les Fonts | casa forta          | Estil: arquitectura romànica             | 42° 12′ 40″ N, 2° 30′ 27″ E / 42.2111°N,2.5075°E 275 msnm               | bé d'interès cultural bé cultural d'interès nacional | Casa Juvinyà                               | Modifica les dades a Wikidata |
|        | Font a Begudà                            | Sant Joan les Fonts | font                |                                          | 42° 12′ 01″ N, 2° 33′ 12″ E / 42.200221°N,2.553366°E                    |                                                      | Font a Begudà                              | Modifica les dades a Wikidata |
|        | La Torre de Canadell                     | Sant Joan les Fonts | torre de sentinella |                                          | 42° 13′ 28″ N, 2° 31′ 56″ E / 42.224444°N,2.532222°E                    | bé d'interès cultural bé cultural d'interès nacional | La Torre de Canadell (Sant Joan les Fonts) | Modifica les dades a Wikidata |
|        | Túnel de Castellfollit                   | Sant Joan les Fonts | túnel               |                                          | 42° 12′ 53″ N, 2° 32′ 36″ E / 42.2147763676799°N,2.54328053842671°E     |                                                      |                                            | Modifica les dades a Wikidata |
|        | casa consistorial de Sant Joan les Fonts | Sant Joan les Fonts | casa consistorial   |                                          | 42° 12′ 45″ N, 2° 30′ 40″ E / 42.21263026448624°N,2.5110491376691972°E  |                                                      |                                            | Modifica les dades a Wikidata |
|        | castell de Mont-ros                      | Sant Joan les Fonts | castell             |                                          | 42° 12′ 24″ N, 2° 33′ 01″ E / 42.2067°N,2.55035°E 632 msnm              | bé d'interès cultural bé cultural d'interès nacional |                                            | Modifica les dades a Wikidata |
|        | pallissa de l'Hostal                     | Sant Joan les Fonts | cabana              | Estil: arquitectura popular              | 42° 11′ 46″ N, 2° 32′ 46″ E / 42.196023°N,2.546106°E ca:Begudà 400 msnm | bé integrant del patrimoni cultural català           | Pallissa de l'Hostal                       | Modifica les dades a Wikidata |
|        | rectoria de Begudà                       | Sant Joan les Fonts | rectoria            | Estil: arquitectura popular 18th century | 42° 11′ 44″ N, 2° 32′ 45″ E / 42.195621°N,2.545782°E 400 msnm           | bé integrant del patrimoni cultural català           | Rectoria de Begudà                         | Modifica les dades a Wikidata |